# El Xicoi
El Xicoi és una masia de Santa Maria de Besora (Osona) inclosa a l'Inventari del Patrimoni Arquitectònic de Catalunya.

## Arquitectura
Casa pairal de planta rectangular, dos pisos i golfes i teulada a dues vessants, de teula àrab. Al cos original s'hi ha afegit, en el decurs dels anys, un total de cinc cossos destinats a les feines pròpies d'una explotació agrària. S'accedeix a la casa a través d'una era de batre enllosada, que dona pas al portal principal. La planta baixa és destinada a estables i magatzems i els dos pisos superiors a l'habitatge de les persones. És de destacar la capella adossada a la part de ponent, dedicada a Sant Ferriol i que es troba en ús. A la part de darrere hi podem veure una galeria a l'alçada dels tres pisos, amb arcades de mig punt a baix i amb columnes i sota teulada al pis superior.

## Història
El cos original de la casa data del 1680 i fou construïda per un dels propietaris importants de Santa Maria de Besora, que duia el nom de la casa. Entre aquella data i el 1731 el mas va anar creixent, de tal manera que, per aquesta data ja trobem en funcionament la capella de Sant Ferriol, d'estil barroc. En el moment de realitzar la present fitxa (1988), la casa és objecte de restauració per part dels propietaris, amb la substitució de la totalitat de la teulada. Actualment la casa és segona residència i masoveria en ple ús.